# Семнадцатилетний рубеж
«Семнадцатилетний рубеж» (англ. Edge of Seventeen) — американский фильм 1998 года режиссёра Дэвида Мортона. Сюжет картины частично основан на личных воспоминаниях автора сценария Тодда Стефенса и является первой частью его «Трилогии Сандаски».

## Сюжет
Действие фильма происходит в 1984 году — времени пышных гей-шоу Боя Джорджа и диско Бронского Бита. В центре сюжета картины молодой парень Эрик, гей, не вписывающийся в рамки и правила маленького американского городка Сандаски (англ. Sandusky) из штата Огайо.
На время летних каникул Эрик устраивается работать  в ресторан быстрого питания в парке аттракционов. В этом заведении также работают его лучшая подруга Мэгги, менеджер Энджи (лесбиянка), и светловолосый парень-гей по имени Род, который пытается соблазнить Эрика.
Мать Эрика, в молодости интересовавшаяся музыкой, оставила своё увлечение ради семьи и детей. Когда Эрик демонстрирует ей часть композиции, которую сочинил сам, она восхищается его музыкальной одаренностью. Но когда она видит его новый прикид с прической стиля Дэвида Боуи, с подводкой для глаз, в жилете и брюках стиля Дюран Дюран, то начинает волноваться, и особенно сильно, когда сын, гуляя по ночам до утра, приходит домой пьяный. Она говорит ему, что в таком виде он выглядит извращенцем и уродом, что люди уже очень плохо о нём отзываются, считают его геем.
Подавленный юноша идет в местный ночной гей-бар. Менеджером там работает Энджи из ресторана в парке аттракционов. Она с радостью его принимает, успокаивает и знакомит с тремя пожилыми геями, которые становятся его новыми друзьями. Здесь Эрик знакомится с парнем. После секса в автомобиле на стоянке он предлагает новому любовнику номер своего телефона в надежде на новые отношения, но понимает, что больше ему не интересен.
Ощущая себя смазливым объектом для сексуальных утех, он обращается за помощью к Мэгги. В отчаянной попытке убежать от себя самого, от своей сущности, он убеждает Мэгги, что любит только её, надеется переспать с ней и жить жизнью натурала. Но ничего не получается. Эрик признается своей матери: «Я — гей, мама». Он на жизненном распутье.

## В ролях
- Крис Стаффорд — Эрик
- Андерсен Гебрич — Род
- Лиа Делария — Энджи
- Тина Холмс — Мэгги
- Стефани Маквей — мать Эрика

## Дополнительные факты
- Своё название фильм получил от песни Стиви Никс «Семнадцатилетний рубеж».
- Премьера фильма состоялась на кинофестивале «Сандэнс» в январе 1999 года.
- Большая часть съемок проходила в Сандаски, штат Огайо. Сцены в парке развлечений были сняты в парке аттракционов Сидар-Пойнт, где на самом деле работал автор сценария Тодд Стефенс, когда он учился в средней школе. Часть съемок также проходила в Университете штата Огайо и Оберлин-колледже[2].

## Отзывы критиков
Роджер Эберт из «Чикаго Сантаймс»:

«Семнадцатилетний рубеж» — более реалистичный, хотя и менее обнадеживающий фильм, чем другие чувственные гей-истории, как, например, недавний британский фильм «Будь собой». Он описывает физические детали с поразительной откровенностью и почти без сантиментов.
Оригинальный текст (англ.)«Edge of Seventeen» may be more realistic, if less encouraging, than a more sensitive gay coming-out story like the recent British film «Get Real». It deals with physical details with almost startling frankness and doesn't sentimentalize.

Дэниал Мэнжин («Salon.com»):

В конце концов, в фильме «Семнадцатилетний рубеж» затрагивается вечная тема. Задолго до 80-х парни-геи испытывали своих подруг также, как это делает Эрик с Мэгги, отчасти для того, чтобы доказать себе, что он не гомосексуалист, а отчасти потому, что он путает сексуальное влечение с дружеской привязанностью и оказывается с ней в постели, конец этой истории предсказуем и катастрофичен.
Оригинальный текст (англ.)In the end, «Edge» tells a timeless story. Long before the ’80s, gay guys tortured their best girlfriends the way Eric does Maggie. Partly to prove he’s not a fag and partly because he has conflated sexual attraction and deep friendship, he goes to bed with her, with predictably disastrous results.

## Награды
Фильм получил следующие призы:
Фестиваль ЛГБТ-фильмов «Аутфест» в Лос-Анджелесе, 1998 год
- Приз зрительских симпатий
  - За лучший полнометражный фильм (Дэвиду Мортону)
- Приз большого жюри
  - За лучший американский полнометражный фильм (Дэвиду Мортону)
  - За лучший сценарий (Тодду Стефенсу)
  - Лучшему актеру (Крису Стаффорду)

Международный ЛГБТ-кинофестиваль в Сан-Франциско, 1998 год
- Приз зрительских симпатий
  - За лучший полнометражный фильм (Дэвиду Мортону)